# Hợp chất halogen
Hợp chất halogen gồm các loại sau:

## Hydro halide và acid hydrohalogen
Bao gồm HF, HCl, HBr, HI, HAt. Ở nhiệt độ thường, các hydro halide đều là chất khí. Chúng dễ tan trong nước tạo thành dung dịch acid hydrohalogen.
HF là acid yếu, có đặc tính ăn mòn thủy tinh. Các acid hydrohalogen khác là acid mạnh và tính acid tăng dần: HF < HCl < HBr < HI.
Tính khử tăng dần từ HCl đến HI:
MnO2 + 4HCl →  MnCl2 + Cl2 + 2H2O
2HBr + H2SO4 → Br2 + SO2 + 2H2O
8HI + H2SO4 → 4I2 + H2S + 4H2O

## Muối halogenide
Bao gồm muối fluoride, muối chloride, muối bromide và muối iodide.

## Hợp chất cóoxycủa halogen
Trong các hợp chất có oxy của halogen, các nguyên tố chlor, brom và iod có số oxy hóa dương: nguyên tố fluor có số oxy hóa -1.

## Nhận biết cácdung dịchhalogen
Dùng dung dịch AgNO3, dung dịch fluorua không tác dụng; dung dịch chloride tạo kết tủa AgCl màu trắng; dung dịch bromide tạo ra kết tủa AgBr màu vàng nhạt còn dung dịch iodide tạo ra kết tủa AgI màu vàng.